# Polystichum × potteri
Polystichum × potteri là một loài dương xỉ trong họ Dryopteridaceae. Loài này được Barrington mô tả khoa học đầu tiên năm 1986.